# Melanobatrachus indicus
Sous-famille
Genre
Espèce
Statut de conservation UICN

 EN B1ab(iii) : En danger
Melanobatrachus indicus, unique représentant du genre Melanobatrachus et de la sous-famille Melanobatrachinae, est une espèce d'amphibiens de la famille des Microhylidae.

## Répartition et habitat
Cette espèce est endémique du Sud des Ghâts occidentaux en Inde. Elle n'est connue qu'en trois sites, Kalakkad et le parc national Indira Gandhi dans l'État du Tamil Nadu, et le parc national de Periyar dans l'État du Kerala. Elle est présente entre 900 et 1 200 m d'altitude,.
C'est une espèce terrestre qui vit sur la litière de feuilles ou sur les rochers de la forêt sempervirente humide .

## Description
Melanobatrachus indicus mesure environ 30-35 mm. Son dos est noir et présente de petites taches blanches devenant plus grandes au niveau de la gorge.

## Étymologie
Le nom du genre Melanobatrachus est formé à partir du grec μέλανος, melanos, « noir », et βάτραχος, batrakos, « crapaud ». Le nom d'espèce, indicus, lui a été donné en référence au lieu de sa découverte, l'Inde.

## Publications originales
- Beddome, 1878 : Description of a new batrachian from southern India, belonging to the family Phryniscidae. Proceedings of the Zoological Society of London, vol. 1878, p. 722-723 (texte intégral).
- Noble, 1931 : The Biology of the Amphibia. New York and London, McGraw-Hill, p. 1-577 (texte intégral).